# 三硫化二磷
三硫化二磷是一种无机化合物，化学式为P2S3，是磷的硫化物之一，可由三氯化磷和液态硫化氢反应得到。它可溶于二硫化碳并立刻歧化为P4S3和P4S7；其薄膜可以在空气中迅速水解。理论计算表明它可能具有trans-trans或trans-cis构型的S=P-S-P=S结构。